# Andrew J. Goodpaster

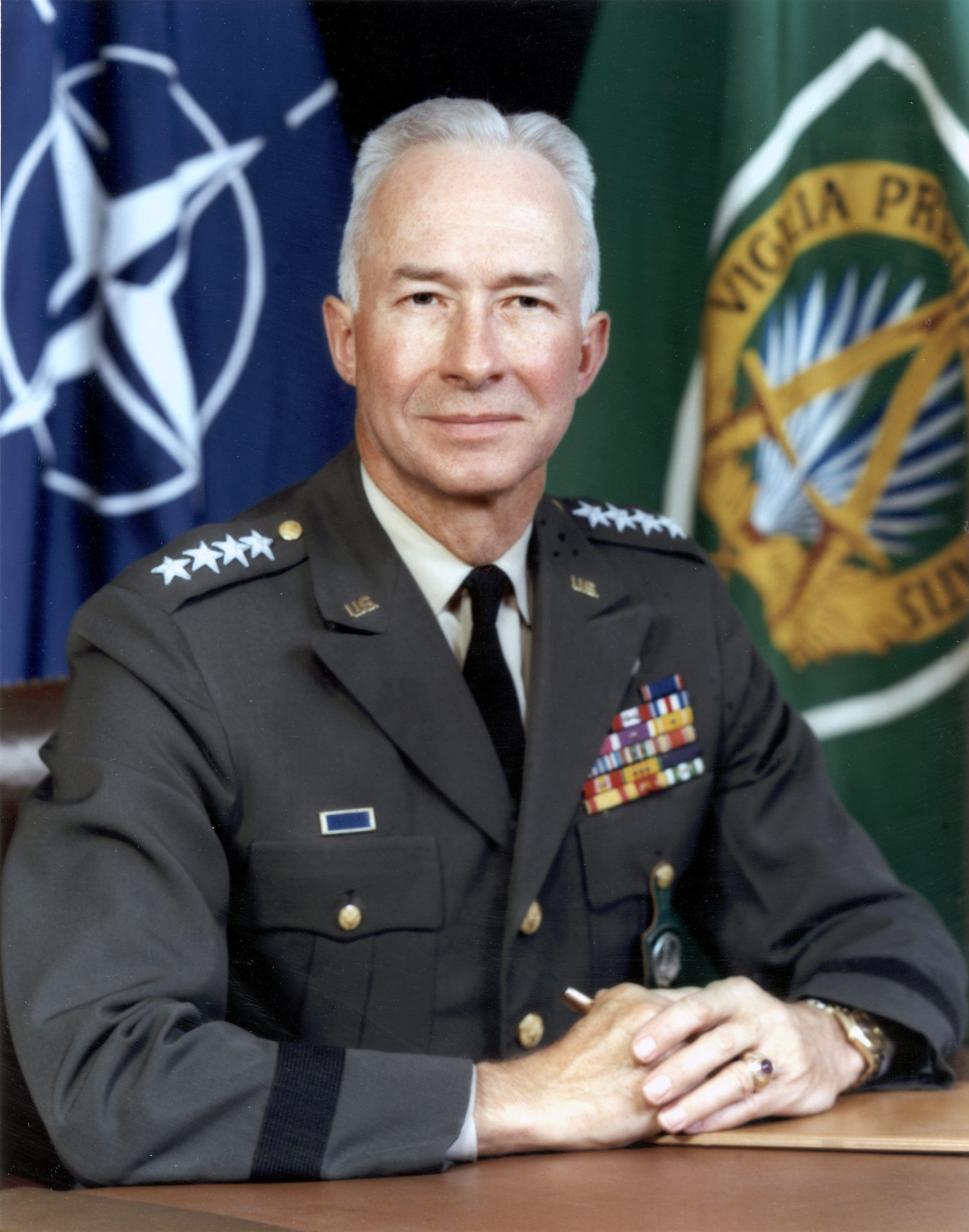
Andrew J. Goodpaster (1969)

Andrew Jackson Goodpaster (* 2. Dezember 1915 in Granite City, Illinois; † 16. Mai 2005 in Washington, D.C.) war ein US-amerikanischer General und der sechste Supreme Allied Commander Europe (SACEUR).

## Leben
Goodpaster begann 1939 seine militärische Laufbahn mit der US Military Academy in West Point, die er mit der Ernennung zum Second Lieutenant absolvierte. Im Zweiten Weltkrieg war er Bataillonskommandeur des 48. Ingenieurbataillon des US Army Corps of Engineers in Afrika und Italien.
Es folgte ein Studium an der Princeton University von 1947 bis 1950 mit den Abschlüssen Master of Science in Maschinenbau, Master of Arts und ein Doktorgrad in Internationalen Beziehungen. Von 1954 bis 1961 war er Stabssekretär und militärischer Berater (Staff Secretary und Defense Liaison Officer) bei US-Präsident Dwight D. Eisenhower. In Deutschland war er zwischen Oktober 1961 und Oktober 1962 Divisionskommandeur der 8. US-Infanteriedivision.  Von 1961 bis 1967 hatte er den Posten eines Assistenten beim Vorsitzenden der Joint Chiefs of Staff inne. Im Vietnamkrieg war Goodpaster von 1968 bis 1969 stellvertretender Oberbefehlshaber der US-Truppen.
Bei Präsident Richard Nixon war er als Berater tätig, um von 1969 bis 1971 den Posten eines Alliierten Oberkommandierenden in Europa (SACEUR) zu bekleiden. Damit übernahm er auch gleichzeitig das Kommando über das US European Command. Von 1977 bis 1981 kehrte er als Superintendent nach West Point zurück. Danach wurde er Senior Fellow am Eisenhower Institute. Zuletzt führte er den Vorsitz des Atlantikrats und der George-C.-Marshall-Stiftung. 1992 wurde er in die American Academy of Arts and Sciences gewählt.

## Auszeichnungen
Auswahl der Dekorationen, sortiert in Anlehnung der Order of Precedence of the Military Awards:
- Distinguished Service Cross
- Defense Distinguished Service Medal
- Army Distinguished Service Medal
- Navy Distinguished Service Medal
- Air Force Distinguished Service Medal
- Silver Star
- Purple Heart
- Medal of Freedom
- Presidential Medal of Freedom

## Werke
- National Security And Detente, 1976, ISBN 0-690-01112-1
- For the Common Defense, 1977, ISBN 0-669-01620-9
- Civil-Military Relations, mit Samuel. P. Huntington, American Enterprise Institute for Public Policy Research, 1977, ISBN 0-8447-3238-9
- Toward a Consensus on Military Service : Report of the Atlantic Council's Working Group on Military Service, 1982, ISBN 0-08-029398-0
- U. S. Policy Toward the Soviet Union. A Long-Term Western Perspective, 1987-2000, 1988, ISBN 0-8191-6694-4
- The United States & Japan : Cooperative Leadership for Peace & Global Prosperity, et al., 1990, ISBN 0-8191-7713-X
- When Diplomacy is Not Enough: Managing Multinational Military Interventions, Carnegie Commission on Preventing Deadly Conflict, Juli 1996
- Greece's Pivotal Role in World War II and Its Importance to the U.S. Today, 2001, ISBN 1-889247-03-0
- Duty, Honor, Country: A History of West Point, ISBN 0-8018-6293-0